# Власьев, Геннадий Александрович
Генна́дий Алекса́ндрович Вла́сьев (17 [29] апреля 1844, Пошехонский уезд, Ярославская губерния — 23 февраля [7 марта] 1912, Царское Село, Санкт-Петербургская губерния) — генерал-лейтенант Адмиралтейства, историк, автор исследований по генеалогии, собиратель материалов по истории русских дворянских родов. Действительный, а затем почётный член Императорского русского технического общества, действительный член Императорского русского археологического общества. Член-учредитель, затем — почётный член Русского генеалогического общества, почётный член Московского Историко-родословного общества.

## Биография
Геннадий Александрович Власьев родился 17 (29) апреля 1844 в селе Конково Пошехонского уезда Ярославской губернии. Он происходил из дворянского рода Власьевых и был сыном отставного штабс-ротмистра и помещика Пошехонского уезда Александра Гурьевича Власьева (1795—1845) от брака с Маргаритой Кондратовной Орловой (ум. 1864).
В 1852—1857 году обучался в Ярославской гимназии.
В 1857—1863 годах — в Санкт-Петербургском Морском кадетском корпусе.
С 1863 года был на военной службе, принял участие в Польской кампании 1863—1864 годов. С 1865 года — офицер.
В 1866 году поступил в Морскую Академию, которую закончил в 1870 году.
После окончания Академии Геннадий Александрович Власьев проходил службу на разных металлургических и механических заводах Санкт-Петербурга. В 1874 году он в чине капитан-лейтенанта был назначен помощником директора Путиловского завода.
В 1877—1878 годах в составе Дунайской флотилии участвовал в Русско-турецкой войне.
С 23 декабря 1880 года Геннадий Александрович Власьев служил на Обуховском сталелитейном заводе Морского Министерства. С 1885 году он капитан 2-го ранга. В 1886 году был назначен помощником начальника. В 1890 году получил чин полковника.
В 1894 году Геннадий Александрович стал начальником Обуховского завода, в 1895 году получил чин генерал-майора, а в 1905 году — генерал-лейтенанта.
28 ноября 1905 года вышел в отставку по состоянию здоровья.
Выйдя в отставку, Геннадий Александрович переселился в Царском Селе в доме на углу Церковной и Магазейной улиц, принадлежавшем его жене. Будучи известным собирателем материалов по генеалогии Рюриковичей и ряда других родов, он занялся генеалогическими исследованиями.
Геннадий Александрович Власьев был одним из членов-учредителей Русского генеалогического общества в 1905 году. Позже он был почётным членом Русского Генеалогического общества, а также почётным членом Московского Историко-родословного общества.
В 1905 году была выпущена работа «Род Власьевых». В 1911 году были опубликованы работы о родах дворян Волынских и Глебовых.
Наибольшую известность Власьеву принёс фундаментальный труд «Потомство Рюрика. Материалы для составления родословной». Первых том (в трёх частях) вышел в 1906—1907 годах и содержал генеалогию потомков черниговских князей, доведённую до начала XX века. Эта работа принадлежит к золотому фонду российской дореволюционной генеалогии и содержит богатейшее собрание информации по многочисленным княжеским родам, выводивших своё происхождение от черниговского князя Михаила Всеволодовича. Информация из данного труда сохраняет актуальность и в настоящее время.
Геннадий Александрович Власьев умер 23 февраля (7 марта) 1912 в Царском Селе, так и не завершив свой главный труд «Потомство Рюрика». Похоронен он на Никольском кладбище Александро-Невской лавры в Санкт-Петербурге.
Уже после его смерти, в 1918 году, была опубликована 1-я часть 2-го тома работы. Остальные материалы так и остались в черновиках, которые хранятся в Российском государственном историческом архиве.
Геннадий Александрович Власьев был кавалером орденов Святой Анны 1-й степени (28 марта 1904 года), Святого Станислава 1-й степени (1 января 1901 года), Святого Владимира 3-й степени (13 апреля 1897 года), а также ряда иностранных орденов.

## Брак и дети
1-я жена: с 13 (25) февраля 1872 (Санкт-Петербург) Варвара Лукинична Зевакина (21 октября (2 ноября) 1846 — 24 февраля (9 марта) 1901), дочь мышкинского купца Луки Осиповича Зевакина, вдова моложского купца Фёдора Алексеевича Крикушина. Дети:
- Варвара (1868 — после 1907)[5]

2-я жена: с 8 (21) апреля 1901 (Санкт-Петербург) Ольга Николаевна Кобыльская (17 (29) января 1854 — 11 (24) марта 1912), дочь статского советника Николая Васильевича Кобыльского и Елены Васильевны Мухиной. Дети:
- Борис (1885 — ок. 1942)[6]
- Ольга (1887—1974)[5]; муж: с 28 октября (10 ноября) 1907 Георгий Павлович Деларов, преподаватель Царскосельской Николаевской гимназии.
- Наталья (1889 — после 1917)[5]

## Комментарии
1. ↑  Сельцо Коньково (Конково) Пошехонского уезда находилось в 17 верстах от уездного города и относилось ко 2-му стану Пошехонского уезда Ярославской губернии; не сохранилось, ныне - территория Пошехонского района Ярославской области[2].